# Grande Prémio de Portugal de 1988
Resultados do Grande Prêmio de Portugal de Fórmula 1 realizado no Autódromo do Estoril em 25 de setembro de 1988. Décima terceira etapa da temporada, teve como vencedor o francês Alain Prost, da McLaren-Honda.

## Classificação da prova
| Pos. | Nº | Piloto             | Construtor      | Voltas | Tempo/Diferença  | Grid | Pontos |
| ---- | -- | ------------------ | --------------- | ------ | ---------------- | ---- | ------ |
| 1    | 11 | Alain Prost        | McLaren-Honda   | 70     | 1'37:41.0        | 1    | 9      |
| 2    | 16 | Ivan Capelli       | March-Judd      | 70     | + 9.553          | 3    | 6      |
| 3    | 20 | Thierry Boutsen    | Benetton-Ford   | 70     | + 44.619         | 13   | 4      |
| 4    | 17 | Derek Warwick      | Arrows-Megatron | 70     | + 1:07.419       | 10   | 3      |
| 5    | 27 | Michele Alboreto   | Ferrari         | 70     | + 1:11.884       | 7    | 2      |
| 6    | 12 | Ayrton Senna       | McLaren-Honda   | 70     | + 1:18.269       | 2    | 1      |
| 7    | 36 | Alex Caffi         | Dallara-Ford    | 69     | + 1 volta        | 17   |        |
| 8    | 24 | Luis Pérez-Sala    | Minardi-Ford    | 68     | + 2 voltas       | 19   |        |
| 9    | 14 | Philippe Streiff   | AGS-Ford        | 68     | + 2 voltas       | 21   |        |
| 10   | 25 | René Arnoux        | Ligier-Judd     | 68     | + 2 voltas       | 23   |        |
| 11   | 31 | Gabriele Tarquini  | Coloni-Ford     | 65     | + 5 voltas       | 26   |        |
| 12   | 21 | Nicola Larini      | Osella          | 63     | + 7 voltas       | 25   |        |
| Ret  | 15 | Maurício Gugelmin  | March-Judd      | 59     | Motor            | 5    |        |
| Ret  | 5  | Nigel Mansell      | Williams-Judd   | 54     | Spun Off         | 6    |        |
| Ret  | 3  | Jonathan Palmer    | Tyrrell-Ford    | 53     | Superaquecimento | 22   |        |
| Ret  | 19 | Alessandro Nannini | Benetton-Ford   | 52     | Handling         | 6    |        |
| Ret  | 28 | Gerhard Berger     | Ferrari         | 35     | Spun Off         | 4    |        |
| Ret  | 1  | Nelson Piquet      | Lotus-Honda     | 34     | Embreagem        | 8    |        |
| Ret  | 6  | Riccardo Patrese   | Williams-Judd   | 29     | Radiador         | 11   |        |
| Ret  | 23 | Pierluigi Martini  | Minardi-Ford    | 27     | Motor            | 14   |        |
| Ret  | 29 | Yannick Dalmas     | Lola-Ford       | 20     | Alternador       | 15   |        |
| Ret  | 2  | Satoru Nakajima    | Lotus-Honda     | 16     | Spun Off         | 16   |        |
| Ret  | 22 | Andrea de Cesaris  | Rial-Ford       | 11     | Semieixo         | 12   |        |
| Ret  | 18 | Eddie Cheever      | Arrows-Megatron | 10     | Turbo            | 18   |        |
| Ret  | 30 | Philippe Alliot    | Lola-Ford       | 7      | Motor            | 20   |        |
| Ret  | 26 | Stefan Johansson   | Ligier-Judd     | 4      | Motor            | 24   |        |
| DNQ  | 4  | Julian Bailey      | Tyrrell-Ford    |        |                  |      |        |
| DNQ  | 9  | Piercarlo Ghinzani | Zakspeed        |        |                  |      |        |
| DNQ  | 33 | Stefano Modena     | Eurobrun-Ford   |        |                  |      |        |
| DNQ  | 10 | Bernd Schneider    | Zakspeed        |        |                  |      |        |
| DNPQ | 32 | Oscar Larrauri     | Eurobrun-Ford   |        |                  |      |        |

## Tabela do campeonato após a corrida
| Pos. | Piloto           | Pontos |
| ---- | ---------------- | ------ |
| 1    | Alain Prost      | 81     |
| 2    | Ayrton Senna     | 76     |
| 3    | Gerhard Berger   | 37     |
| 4    | Thierry Boutsen  | 25     |
| 5    | Michele Alboreto | 24     |

| Pos. | Equipe          | Pontos |
| ---- | --------------- | ------ |
| 1    | McLaren-Honda   | 157    |
| 2    | Ferrari         | 61     |
| 3    | Benetton-Ford   | 34     |
| 4    | Arrows-Megatron | 20     |
| 5    | March-Judd      | 19     |

- Nota: Somente as primeiras cinco posições estão listadas e a campeã mundial de construtores surge grafada em negrito. Entre 1981 e 1990 cada piloto podia computar onze resultados válidos por temporada não havendo descartes no mundial de construtores.